# Homologaciones de automóviles de carreras

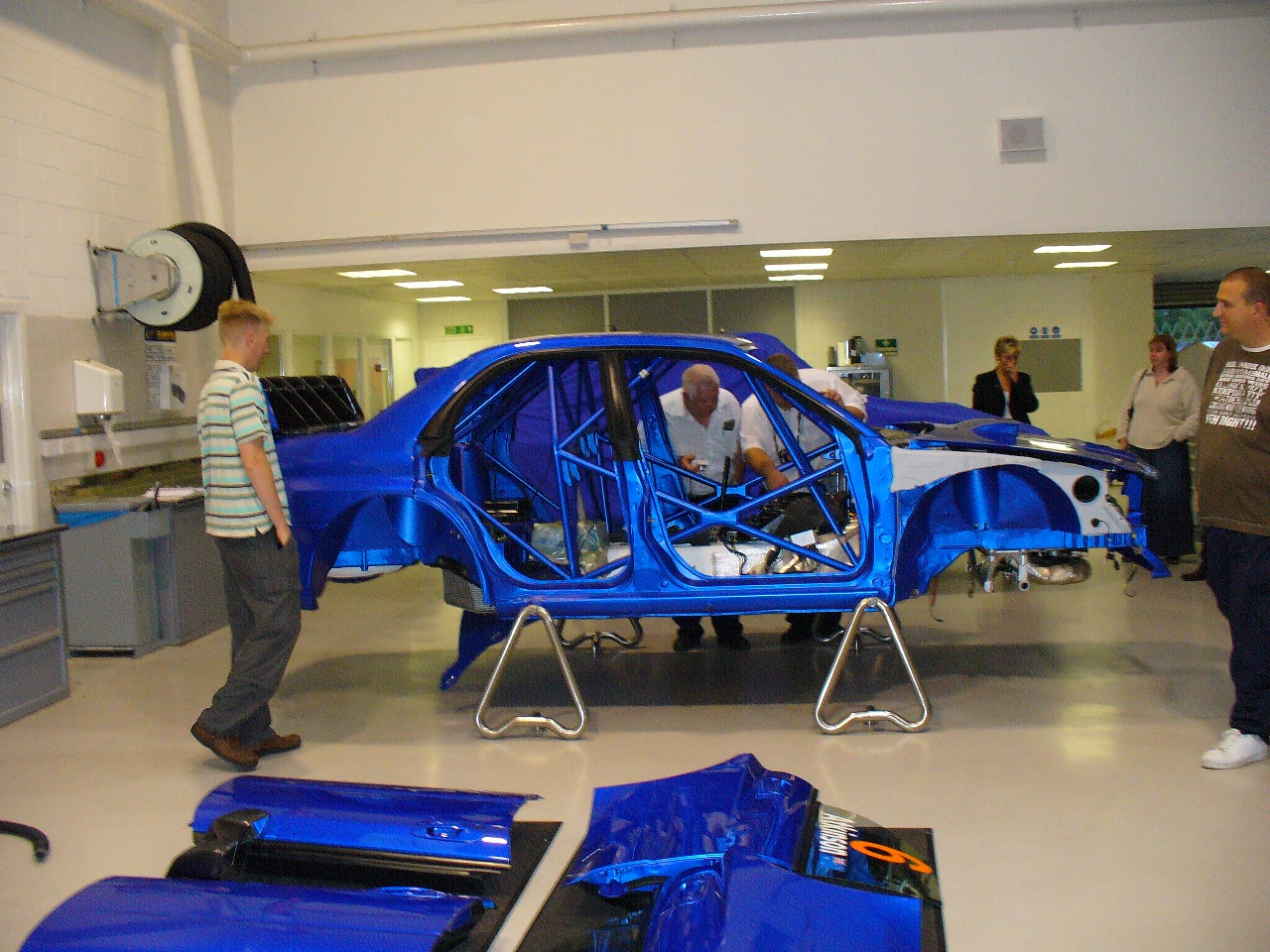
Subaru Impreza WRC de Chris Atkinson, siendo preparado para el Rally de Chipre de 2006

Las homologaciones de automóviles de carreras son una serie de regulaciones para automóviles de carrera para su adaptación en competiciones automovilísticas, generalmente rally y circuitos.  Son reguladas por la FIA desde su introducción en la década de los 60’ y siguen vigentes en la actualidad. 
Para que un automóvil pueda participar en una competición, ya bien sea internacional, nacional o regional, que se rige bajo las normativas de la federación internacional, debe estar homologado con alguna de estas normativas. Los encargados para tal proceso son las marcas fabricantes de coches, que además son en mayor medida las primeras interesadas en que sus modelos sean homologados, no solo para competir, sino también por razones de marketing.
La razón de que un auto tenga que pasar un proceso de homologación, y principalmente la obligación de la comercialización de un mínimo de unidades, se hace para evitar que las competiciones sean protagonizadas por coches que nada se parecen a los modelos de serie, como así sucede en otras categorías, por ejemplo las competiciones de monoplazas y en su mayor vertiente la Fórmula 1.
Cuando un automóvil pierde la ficha de homologación, es decir, se convierte en un vehículo histórico, ya no puede formar parte de una competición y solamente se puede utilizar en competiciones de históricos.

## Historia
En 1957 se promulgó el primer reglamento llamado, Formulario Internacional de Homologación, que luego se convertiría en el Anexo J de la FIA. En él, se establecían los grupos; en función de su preparación y las clases; en función de la cilindrada. Del mismo modo se obligó a incorporar medidas de seguridad como las barras antivuelco. El Anexo J se promulgó finalmente en 1965 y en él se establecieron las divisiones de los vehículos en 6 Grupos:
- Grupo 1: Vehículos de 4 plazas. Se requería la fabricación de un mínimo de 5.000 unidades anuales.
- Grupo 2: Vehículos de 4 plazas. Un mínimo de 1.000 unidades anuales. Se permitía cierto nivel de preparación.
- Grupo 3: Vehículos GT de 2 plazas. Se requería la fabricación de un mínimo de 500 unidades anuales.
- Grupo 4: Vehículos GT de 2 plazas. Un mínimo de 500 unidades anuales. Se permitía cierto nivel de preparación.
- Grupo 5: Prototipos. Un mínimo de 50 unidades anuales.
- Grupo 6: Prototipos. Un mínimo de 50 unidades anuales.

Las marcas se inclinaron más por el Grupo 4, que se convirtió en la categoría predominante de los rallyes hasta 1983 con la aparición del Grupo B y del Grupo A.
En 1982 entró en vigor la normativa que sustituyó a la vieja legislación. Esta dividía a los vehículos de rally en tres clases: Grupo N, Grupo A y Grupo B. El primero eran los coches de serie con apenas modificaciones similar al anterior Grupo 1, el segundo con más permisividad en la preparación, sustituía al Grupo 2, y el tercero era el grupo B que se asemejaba al Grupo 4 aunque más alejado. Esta reglamentación permitía a las marcas construir vehículos exclusivamente para competición con la condición de fabricar solo 200 unidades para el mercado y además las nuevas piezas o evoluciones de los mismos, podrían homologarse con solo fabricar 20 coches más. Las marcas disponían entonces de una normativa que les permitía fabricar coches desde cero, abaratando costes y sin necesidad de fabricar las unidades de manera masiva. El grupo B se hizo el más popular y protagonizó los campeonatos de rally de 1983 hasta 1986, su último año, cuando fueron prohibidos. Al año siguiente el grupo A se convirtió en su sustituto.

### Rally
En la actualidad los rallyes todavía se siguen rigiendo por el Anexo J.
En 2014 la FIA estableció una nueva serie de categorías que engloban las distintas regulaciones existentes. Se dividen en cinco categorías:
- RC1: World Rally Car.
- RC2: S2000, R5, R4, Grupo N hasta 2.000 cc (actual Grupo N4).
- RC3: Grupo A (hasta 1.600 cc y 2.000 cc), Super 1600, R2 (de 1.600 cm³ a 2.000 cc), R3 (atmosférico, de 1.600 cc a 2.000 cc), R3 (turbo, más de 1.620 cc), R3 (diésel – hasta 2.000 cc).
- RC4: Grupo A (a 1.600 cc), R2 (1.390 cc y hasta 1.600 cc), Kit Car (hasta 1.600 cc), Grupo N (de 1.600 cm³ a 2.000 cm³)
- RC5: Grupo N (hasta 1.600 cc), R1 (hasta 1.600 cc)
- RGT

A finales de 2019 la FIA aprobó una nueva serie de categorías:
- Rally1: World Rally Car (homologados a partir de 2017).
- Rally2: sustituyen a los R5.
- Rally3: anteriormente conocidos como R3, son vehículos de tracción integral con cilindradas entre los 927 y los 1620 cc y que rinden unos 210 cv.
- Rally4: sustituyen a los R2. Cuentan con motor sin turbo máximo de 1600 cc que alcanza los 200 cv y suspensión y frenos mejorados. Son los utilizados en el mundial Júnior.
- Rally5: sustituyen a los R1, vehículos con motor con turbo que rinden unos 150 cv, caja de cambios secuencial y suspensión mejorada.

## Proceso de homologación
Para homologar una marca debe pasar un examen realizado por la FIA. Debe documentar la procedencia del motor y de la producción de las unidades del modelo de serie elegido, puesto que la federación exige que se construyan un mínimo de dicho modelo. Este número varía según el tipo de homologación. Por ejemplo para el grupo A se exigen 25.000 unidades, mientras que del grupo B se exigían solo 200. Además de la documentación, la marca debe presentar un modelo de serie, un chasis básico y una carrocería transformada y 20 unidades de cada pieza retocada tanto del motor como de cualquier parte del automóvil. Para realizar el examen se presenta el máximo responsable de rally de la FIA, varios técnicos y el representante de una marca de la competencia que actúa a modo de notario. Este proceso, de obligado cumplimiento, debe de realizarse solo cuando la marca tiene claro que ninguna parte del coche tiene que modificarse, puesto que una vez homologado, cada pieza debe utilizarse tal como haya sido aprobada. Para cambiar alguna pieza, el fabricante debería pasar de nuevo por todo el proceso de homologación. Por este motivo, las marcas, para ahorrar tiempo y costes homologan varias piezas de una sola vez, en las llamadas evoluciones, de ahí que muchos coches de carreras sufren alguna o varias evoluciones a lo largo de su carrera en la competición. Una vez homologado el coche ya está listo para competir.

## Tipos de homologaciones

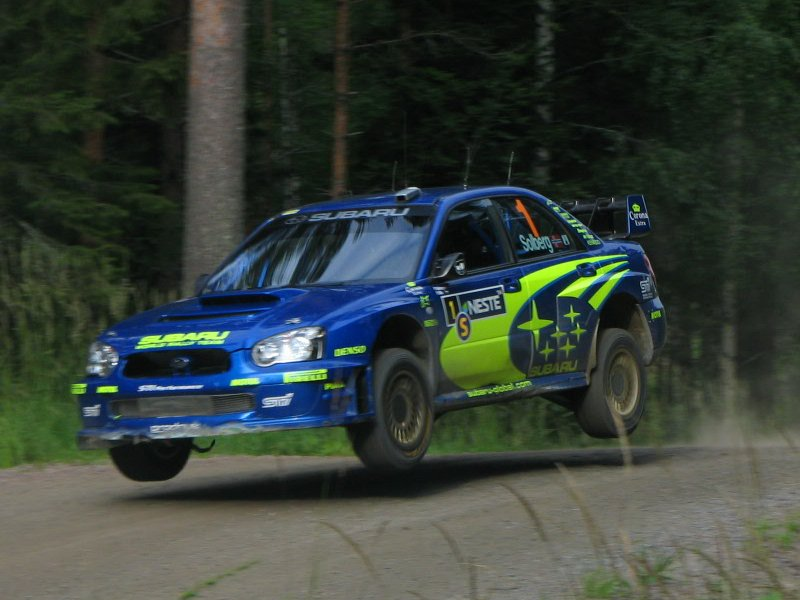
Subaru Impreza WRC conducido por Petter Solberg en el Rally de Finlandia de 2004

Existen varios tipos de homologaciones. Las primeras categorías se definían por números, (grupo 1, grupo 2) y desde 1982 se establecen por letras (grupo A, grupo B). Cada grupo establece una serie de normativas a las que se tienen que atener cada automóvil para ser homologados bajo dicha normativa. 
Cualquier automóvil puede obtener la homologación en cualquier categoría, el único impedimento es el proceso que conlleva y el coste de fabricar todas las unidades exigidas. Un ejemplo de ello es que el Subaru Impreza y el Mitsubishi Lancer Evolution compiten en rally bajo las categoría de coches del grupo N y grupo A. A veces las marcas sacan al mercado una versión diferente del modelo para adaptarse a alguna categoría, como Peugeot, que cuando quiso homologar su Peugeot 206 como World Rally Car en 1998, comercializó una versión limitada de 2.500 unidades llamada Peugeot 206 GT con la única diferencia respecto del 206 convencional que tenía una longitud de 4,005 m, la longitud necesaria para poder ser homologado como WRC. Este proceso no es tan sencillo, puesto que la obligación de la fabricación de las unidades mínimas es el principal escollo. Para entender esto, en 1986 Citroën disponía del Citroën BX 4TC del grupo B, un coche de motor delantero y tracción a las cuatro ruedas, que podía haber sido homologado como grupo A en 1987, (cuando los grupo B fueron prohibidos) sólo con colocarle una brida al turbo para que no excediese de los 300 cv (que permitía la normativa de grupo A) y fabricar la 5.000 unidades mínimas. El problema era que fabricar esas 5.000 unidades del Citroën BX, supondría construir un auto que contaba con tecnología muy sofisticada, lo cual hubiese sido muy caro para la marca, y su precio en el mercado hubiese sido prohibitivo.

### Grupo A

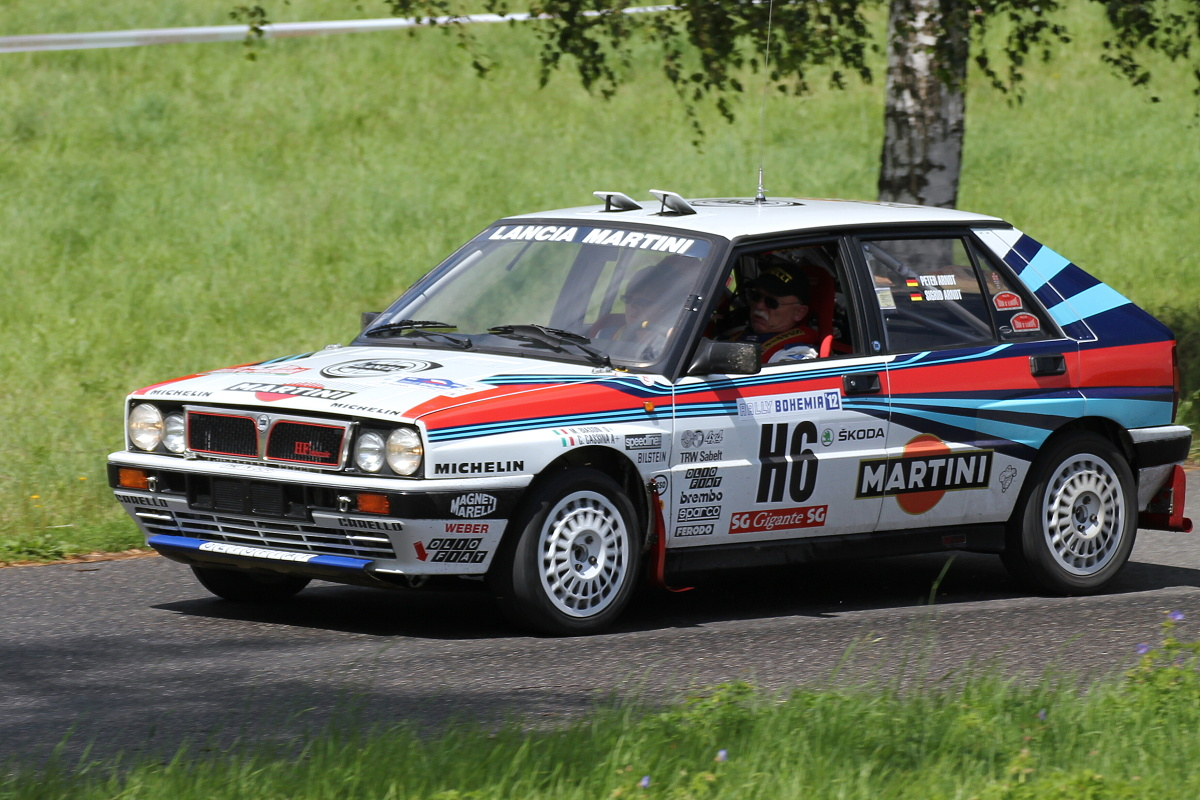
El Lancia Delta fue el modelo de grupo A más exitoso en el campeonato mundial de rally.

Los vehículos del grupo A son coches de serie, pero que permiten grandes modificaciones, a diferencia del grupo N. Son similares al anterior Grupo 2 y fue introducido en 1982 e inicialmente para homologar un coche como grupo A se exigían fabricar 5.000 unidades del modelo elegido, aunque esta cifra se rebajó después a la cantidad a 2.500.
Dentro del grupo A existen varias especificaciones basadas en la misma. Estas son:
World Rally Car (WRC)
Debe tener un peso mínimo de 1230 kilogramos y un motor de gasolina con cilindrada menor a 2.0 litros. Se permite el uso de turbocompresor con sistema anti-retardo, tracción a las cuatro ruedas, diferenciales activos, caja de cambios secuencial y apéndices aerodinámicos.
Kit Car
Son vehículos de tracción delantera con cajas secuenciales. Al principio tenían un peso mínimo de 960 kg. pero tras ver el nivel de prestaciones adquirido por estos vehículos, los cuales superaban sin problemas a los WRC en asfalto seco, la FIA les regaló un lastre adicional de 40 kg. situando así su peso mínimo en 1.000 kg.
Super 1600
En la fórmula Super 1600, un auto "adecuado a las normas básicas" se define como un auto de pasajeros que tiene un eje de una sola tracción y un motor de 4 cilindros atmosférico (sin turbo) y una configuración de volumen máximo de 1640 cc. Al momento de la homologación, el auto debe estar o haber estado en la producción en serie.
Super 2000
Algunas de las especificaciones FIA para los automóviles Super 2000 incluyen las siguientes: el automóvil base debe ser de 4 plazas y estar homologado por la FIA dentro del grupo A, el motor debe tener una cilindrada máxima de 2.0 litros, sin sobrealimentación y de menos de 280 CV de potencia máxima, sin ayudas electrónicas para el piloto y de 1,8 metros de ancho como máximo, entre otras características.
RRC
Un RRC es, en esencia, un World Rally Car modificado para competir con automóviles de la categoría Super 2000. Fueron concebidos como una evolución menor de estos conservando parte de sus prestaciones pero a un coste más asequible y pensado para competiciones como el Campeonato de Europa o el WRC 3. Cuentan con un paquete aerodinámico y mecánico inferior a un WRC, motor 1.6 cc, una brida en el turbo de 30 mm (frente a los 33 mm de los WRC) y frenos más pequeños, entre otros. Pueden convertirse en un WRC en cuestión de horas sólo con adquirir el material adecuado.

### Grupo B

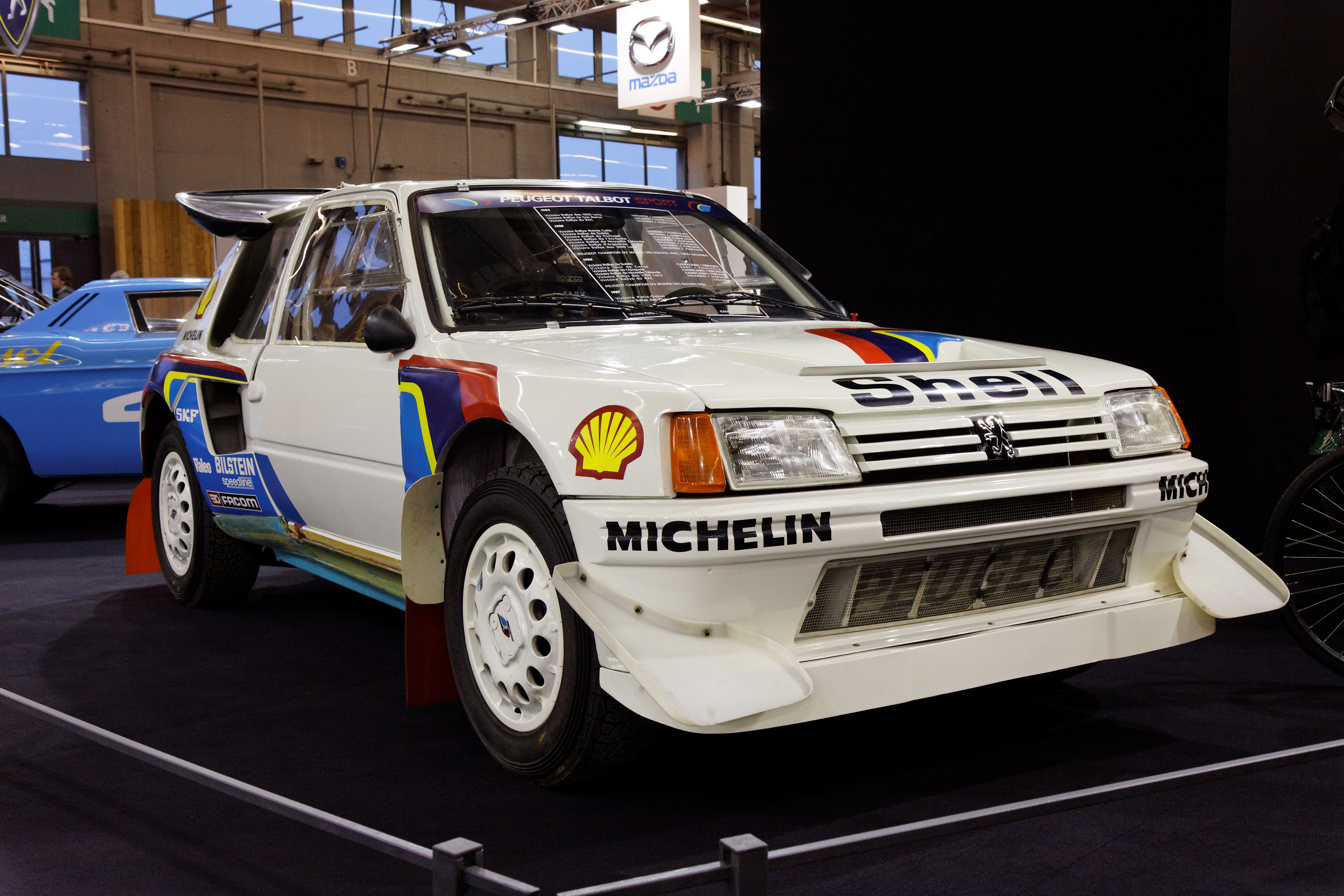
Peugeot 205 Turbo 16 en Rétromobile de 2011

Los grupos B eran vehículos tomados de serie con grandes modificaciones. Eran muy potentes, ligeros e introdujeron importantes evoluciones técnicas a la competición, como la introducción de la tracción integral y los motores turboalimentados que permitieron elevar la potencia a nuevos límites. Estaban construidos sobre un chasis tubular rodeado de una carrocería ligera de fibra. La mayoría ascendían a los 300 cv, llegando incluso a alcanzar los 500 cv como el Peugeot 205 Turbo 16. Esta reglamentación permitía a las marcas construir vehículos exclusivamente para competición con la condición de fabricar sólo 200 unidades para el mercado y además las nuevas piezas o evoluciones de los mismos, podrían homologarse con sólo fabricar 20 coches más. Las marcas disponían entonces de una normativa que les permitía fabricar coches desde cero, abaratando costes y sin necesidad de fabricar las unidades de manera masiva.
La seguridad fue el punto flaco de los grupo B. La reglamentación en cuanto a la misma era prácticamente inexistente: se establecieron pesos mínimos muy bajos y no se pusieron límites en cuanto a la potencia, todo ello provocó que una serie de accidentes mortales llevara a su prohibición en 1986.

### Grupo N

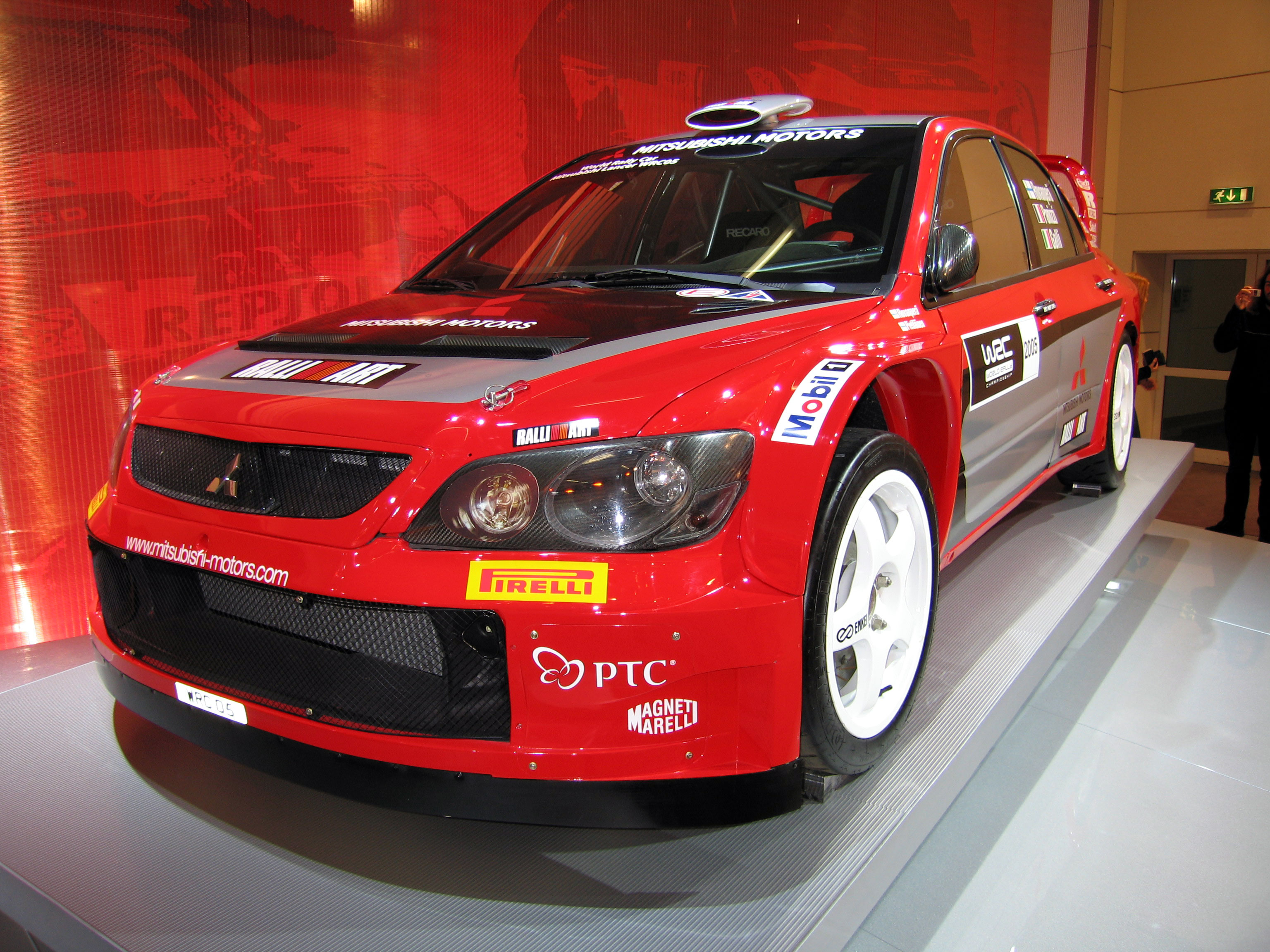
Mitsubishi Lancer Evolution IX WRC de 2006, en el Salón del Automóvil de Fráncfort de 2005

Los vehículos del grupo N son coches de serie con apenas modificaciones. Son similares al anterior Grupo 1 y fue introducido en 1982. Los automóviles más representativos son el Subaru Impreza WRC y el Mitsubishi Lancer Evolution WRC.

### Grupo R
El grupo R es de reciente creación y actualmente se modela como la categoría del futuro. Se estableció en 2012 y tomó efecto en 2013, a partir de esa fecha, ningún coche podrá homologarse como grupo A o N y los existentes serán reclasificados dentro de la normativa nueva. Dentro de la misma se subdividen en cinco categorías ordenadas por números: R1, R2, R3, R4 y R5. Algunos vehículos homologados dentro del grupo R son: el Citroën DS3, el Ford Fiesta, el Peugeot 208 o el Renault Clio.

### Grupo  1
El grupo 1 fue implantado en 1969 y sustituido en diciembre de 1981 por el Grupo N. Para que un constructor homologase un vehículo como grupo 1, tenía que producir una cantidad mínima de 5.000 unidades anuales, del modelo en cuestión. Además el vehículo debía constar de cuatro plazas.

### Grupo  2
El grupo 2 fue implantado en 1969 y sustituido en diciembre de 1981 por el Grupo A. Para que un constructor homologase un vehículo como grupo 2, tenía que producir una cantidad mínima de 1.000 unidades anuales, del modelo en cuestión. 

### Grupo  3
El grupo 3 fue implantado en 1957 y sufrió varias modificaciones a lo largo de su existencia. Fue sustituido en diciembre de 1981 por el grupo B. Para que un constructor homologase un vehículo como Grupo 3, tenía que producir una cantidad mínima de 500 unidades anuales del modelo en cuestión. Además sólo se les permitía mínimas modificaciones. Un automóvil del grupo 3 fue el Jaguar E-Type.

### Grupo  4

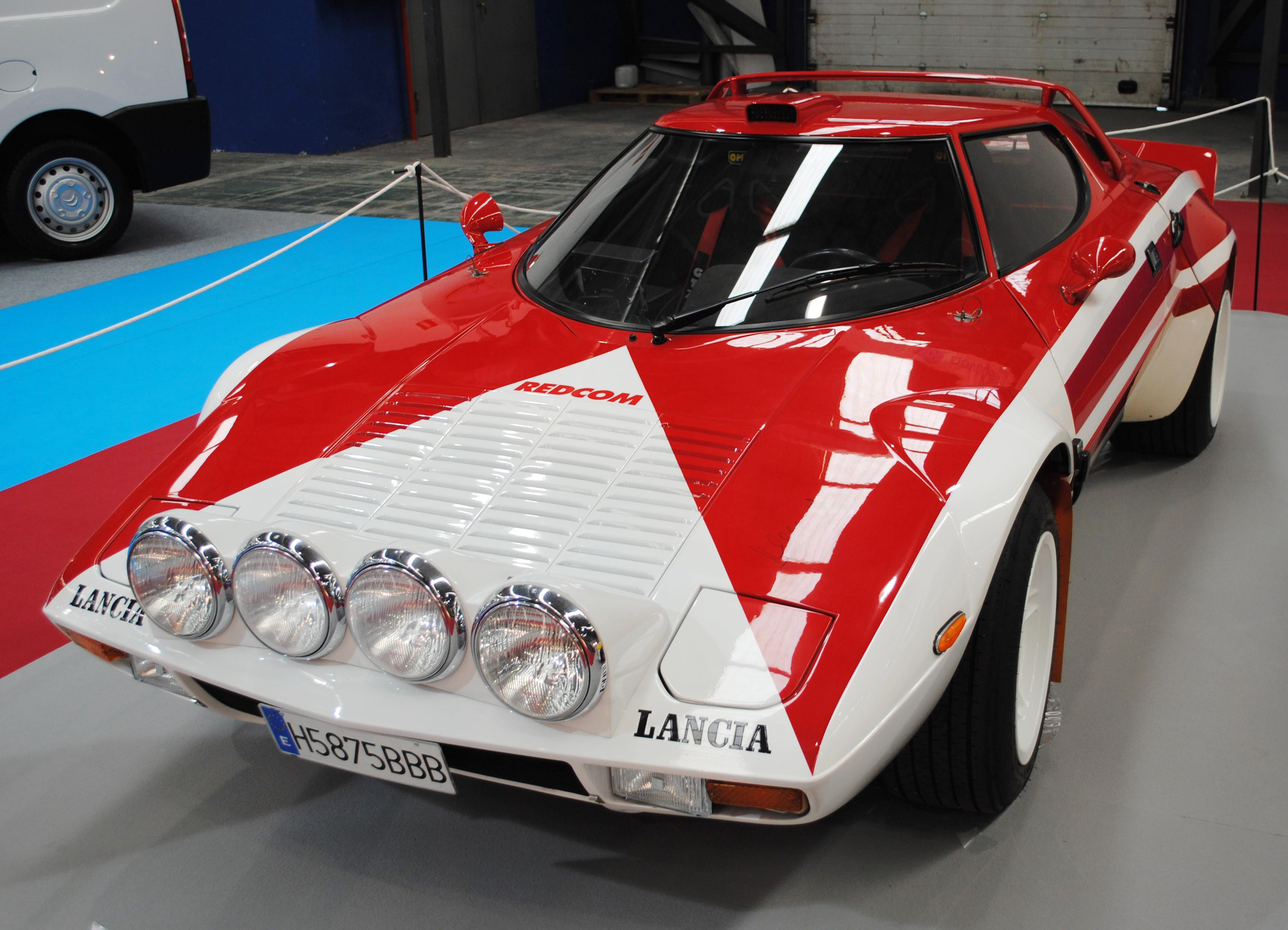
Lancia Stratos con los colores de Marlboro en 2014

El grupo 4 fue implantado en 1966 y fue sustituido en 1983 por el grupo B. Para que un constructor homologase un vehículo como Grupo 4, se requería que se produjera un mínimo de 50 unidades durante 12 meses, aunque después fue reducida a veinticinco. Un ejemplo de grupo 4 fueron el Lancia Stratos (en rally) y el Ford GT40 (en circuitos).

### Grupo  5
El grupo 5 fue una categoría para automóviles deportivos de producción que incluyó cuatro categorías distintas entre 1966 y 1982. Las primeras regulaciones se usaron entre 1966 y 1969, posteriormente entre 1970 y 1972, nuevamente de 1972 a 1975 y finalmente de 1976 a 1982, su último año. Fueron usadas principalmente para competiciones de turismos en circuitos.

### Grupo  6
El grupo 6, a semejanza del grupo 5, también se aplicó para competiciones en circuitos, y también se aplicó en dos periodos distintos. La primera de 1966 a 1971 y la segunda de 1976 a 1982.

## Homologaciones regionales o locales

### Maxi Rally (Argentina)
En 2010 se estrenó la categoría "Maxi Rally" dentro del campeonato nacional de la especialidad, con el objetivo de atraer la participación de más constructores al mismo y de usar automóviles de calle con los que se identifiquen los aficionados. Consiste en una equipación adaptable a diferentes vehículos de calle e incluye un sistema de tracción integral, un motor Honda de 4 cilindros y 2,4 litros que desarrolla 280 CV a 7.600 rpm, así como una caja de cambios secuencial de seis velocidades. El primer auto preparado para esta categoría fue un VW Gol Trend. En mayo de 2013, este modelo obtuvo una homologación FIA para participar en el Campeonato Sudamericano de Rally (Codasur), con el número N–9010–01VMR.

### Junior (Argentina)
En 2013 se presentó la clase "Junior", la cual se creó con el objetivo de apoyar a los pilotos jóvenes para alcanzar la Clase 3 del campeonato nacional desde la clase 9. La clase está compuesta por un automóvil de tracción delantera con motor genérico que desarrolla 190 CV y equipa una caja de cambios secuencial SADEV.

### XRC (Brasil)
En 2012 inició la categoría Xtreme Rally Car (XRC), la cual es similar a la "Maxi Rally" argentina en cuanto al concepto (unequipameinto adaptable a diferentes modelos de automóviles), aunque con algunas diferencias mecánicas. El motor es de seis cilindros en "V" que desarrolla 330 CV y usa etanol como carburante. También tiene un sistema de tracción integral y alcanza una velocidad máxima de 210 km/h. La caja de cambios es secuencial, de cinco velocidades. El primer automóvil XRC fue un Peugeot 207.

### N+ (España)
En España existe una variante del Grupo N que se utiliza en el Campeonato de España de Rally denominada N+. En esta se permite el uso de vehículos de dicha clase (conforme al artículo 254 del Anexo J del Código Deportivo Internacional y en la normativa técnica de la R.F.E.D.A.) con algunas mejoras mecánicas como, por ejemplo, un diámetro máximo de la brida de 36 mm en vehículos sobrealimentados, uso de materiales plásticos para dar más ligereza en capós delantero y trasero, aletas y pases de rueda y en las puertas, siempre que sean iguales a las originales de fábrica; también se permite el uso de policarbonato de 5 mm de grosor mínimo en las ventanillas y en la luneta trasera, entre otras modificaciones permitidas.

### Nacional 5 o N5 (España)
Desde 2017 existe la categoría Nacional 5, más comúnmente N5, dentro del Campeonato de España de Rally. Nació con el objetivo de ser una alternativa más económica que los R5 pero sin llegar a competir con ellos directamente. Cuenta con un motor 1.6 turbo de serie y se permiten algunas modificaciones. Un vehículo que cuenta con esta homologación es el caso del Suzuki Swift Sport R+ construido por el preparador AR Vidal para la marca japonesa.

### AP4 (Australia, Nueva Zelanda)
La categoría AP4 se utiliza en países de Oceanía como Australia o Nueva Zelanda y cuentan con una filosofía parecida a los Maxi Rally de Argentina o los N5 de España. Son vehículos con tracción a las cuatro ruedas y unas prestaciones por debajo de los R5 con la peculiaridad de que no es necesario que los homologue una marca, sino que una empresa privada puede llevarlo a cabo. Algunos modelos homologados en esta categoría son el Hyundai i20 AP4, el Holden Barina AP4, el Mazda 2 AP4, el Ford Fiesta AP4 o el Audi S1 AP4.